# Winterhorn (bergstopp i Schweiz, Bern)
Winterhorn är en bergstopp i Schweiz.   Den ligger i distriktet Frutigen-Niedersimmental och kantonen Bern, i den centrala delen av landet, 50 km söder om huvudstaden Bern. Toppen på Winterhorn är 2 609 meter över havet, eller 98 meter över den omgivande terrängen. Bredden vid basen är 0,27 km.
Terrängen runt Winterhorn är huvudsakligen bergig, men västerut är den kuperad. Närmaste större samhälle är Spiez, 18,5 km nordost om Winterhorn. 
Trakten runt Winterhorn består i huvudsak av gräsmarker. Runt Winterhorn är det glesbefolkat, med 14 invånare per kvadratkilometer.